# Vzorové písmo

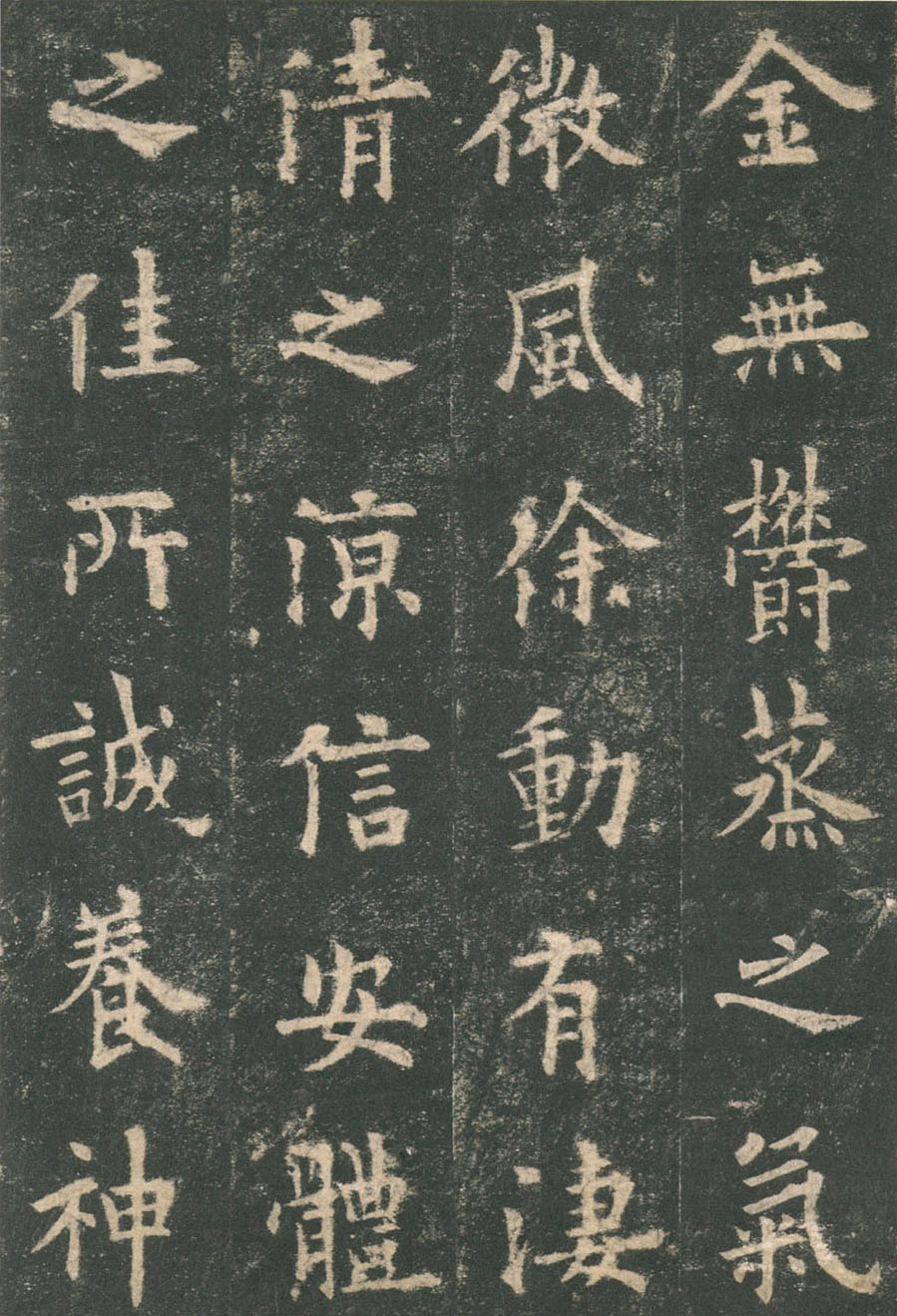
Detail Ou-jang Sünova (557–641) nápisu Sladký pramen u paláce Ťiou-čcheng (九成宮醴泉銘) ve vzorovém písmu, sungská kopie

Vzorové písmo (čínsky v českém přepisu kchaj-šu, pchin-jinem kǎishū, znaky zjednodušené 楷书, tradiční 楷書), také čen-šu (čínsky pchin-jinem zhēnshū, znaky zjednodušené 真书, tradiční 真書) nebo čeng-šu (čínsky pchin-jinem zhēngshū, znaky zjednodušené 正书, tradiční 正書, „správné písmo“), je styl písma čínské kaligrafie, které se vyvíjelo od 3. do 7. století, jako kancelářské písmo postupně nahrazující písmo úřednické.

## Historie
Vzorové písmo se vyvíjelo od 3. století v chanské a wejské Číně. Vznikalo z pozdního úřednického písma li-šu (styl pa-fen). Za „vynálezce“ kchaj-šu je někdy považován Wang Cch’-čung, k raným autorům píšícím ve vzorovém písmu patří Čung Jao. Vzniklo jako písmo pro denní užití, zatímco úřednické písmo zůstávalo písmem oficiálních dokumentů. Od konce 3. století se začalo vzorové písmo objevovat i na oficiálních písemnostech a postupně v nich zcela převládlo.
Plně vyzrálo v 7. století, v tchangském období, v díle slavných raně tchangských kaligrafů Ou-jang Süna, Jü Š’-nana, Čchu Suej-lianga, Süe Ťia a dalších.
Vedle písma kurzivního (sing-šu) a konceptního (cchao-šu) patřilo mezi tři základní styly čínské kaligrafie v nichž byla napsána většina kaligrafických textů. Od tchangské doby zůstalo základním psaným a tištěným písmem až do současnosti.